# Luciano Bruno
Luciano Bruno, född den 23 maj 1963, är en italiensk boxare som tog OS-brons i welterviktsboxning 1984 i Los Angeles. I semifinalen förlorade han med 0-5 mot amerikanen Mark Breland.